# Фисенко, Игорь Валентинович
Игорь Валентинович Фисенко (бел. Ігар Валянцінавіч Фісенка; род. 9 июня 1970, Москва, РСФСР, СССР) — белорусский дипломат, чрезвычайный и полномочный посол.

## Биография
В 1993 году окончил Московский государственный институт международных отношений по специальности правоведение. Кандидат юридических наук.
1992—1994 — Консультант, ведущий специалист управления правового обеспечения внешних связей Министерства юстиции Республики Беларусь.
1994—2001 — Второй секретарь, начальник отдела, заместитель начальника договорно-правового управления Министерства иностранных дел Республики Беларусь.
2001—2005 — Советник-Посланник посольства Республики Беларусь в Королевстве Бельгия, заместитель Постоянного представителя Республики Беларусь при Европейских сообществах и НАТО.
2005—2008 — начальник управления международных организаций Министерства иностранных дел Республики Беларусь.
2008—2013 — Чрезвычайный и Полномочный Посол Республики Беларусь в Арабской Республике Египет, Постоянный представитель Республики Беларусь в Лиге арабских государств.
2010—2013 — Чрезвычайный и Полномочный Посол Республики Беларусь в Султанате Оман по совместительству.
2012—2013 — Чрезвычайный и Полномочный Посол Республики Беларусь в Судане и Алжире по совместительству.
2013 — начальник главного консульского управления Министерства иностранных дел.
15 января 2019 года назначен Чрезвычайным и Полномочным Послом Республики Беларусь во Франции и по совместительству так же занимает должность постоянного представителя Беларуси при ЮНЕСКО.
16 мая 2019 года назначен Чрезвычайным и Полномочным Послом Республики Беларусь в Княжестве Монако и Португальской Республике по совместительству.
12 ноября 2021 года Игорь Фисенко был освобождён от должности Чрезвычайного и Полномочного Посла Беларуси во Франции и по совместительству в Монако и Португалии, но сохранил полномочия постоянного представителя Беларуси при ЮНЕСКО в Париже.

## Семья
Отец — Фисенко, Валентин Николаевич, белорусский дипломат.